# Angst+Pfister
La Angst+Pfister è una società svizzera che si occupa di tecnologia meccanica in particolare di componenti per la tenuta meccanica.

## Storia
Venne fondata nel 1920 a Zurigo da Walter Angst and Robert Pfister È nata come impresa commerciale per componenti tecnici. L’attività commerciale si basò per molti anni articoli in gomma, prodotti in amianto e manicotti in cuoio per il settore industriale. Nei primi anni, subito dopo la Grande Guerra, i fondatori andavano a trovare i loro clienti viaggiando in tram, con il treno o trasportando la merce con una carriola.
Vennero creati siti produttivi anche in Italia a Napoli, Milano e Torino, per guarnizioni e materiali plastici. La sede italiana risale al 1948. Dopo la seconda guerra mondiale ha iniziato la commercializzazione di elastomeri fluorurati e la fondazione di sedi in Europa, sin dal 1944. Nel 1987 Paul Puippe avvia la costruzione di un centro logistico per l'Europa con l'uso di Supply Chain Management.
Nel 2006 viene acquisita la Pewatron nel settore della sensoristica. Nel 2013 Angst+Pfister Advanced Technical Solutions (ex LASPAR) con sede a Bursa, in Turchia, fa parte del gruppo, producendo componenti antivibrazione e di tenuta. Angst+Pfister è nel settore del compounding high-tech e produce mescole elastomeriche ad alte prestazioni.

## Prodotti
Sono cinque le divisioni tecnologiche:
- Materie plastiche (semilavorati film, tondi, tubi, lastre, etc. e prodotti finiti a disegno) per esigenze tribologiche o meccaniche.
- Tenuta meccanica, con guarnizioni e tenute, o-ring, tenute per movimenti rotativi e alternativi, idraulica e pneumatica, nei settori petrolchimico, chimico, farmaceutico, semiconduttori, automotive, food & beverage.
- Fluidotecnica, tubi flessibili per basse ed alte pressioni (sino a 2000 bar), tubi flessibili per pneumatica, impianti di condizionamento, tubi aspirazione e mandata, raccordi, compensatori di dilatazione, cavi scaldanti.
- Trasmissione del moto, cinghie di trasmissione in poliuretano e in gomma, trapezoidali e dentate, cinghie metalliche, pulegge, giunti, motori elettrici, attuatori.
- Antivibranti, buffer in gomma paracolpi, elementi di sospensione e supporto per macchine industriali, supporti motori, sospensioni a gas, elementi a molla.